# Buśno
Buśno – wieś w Polsce położona w województwie lubelskim, w powiecie chełmskim, w gminie Białopole.
| SIMC    | Nazwa      | Rodzaj    |
| ------- | ---------- | --------- |
| 0101008 | Bogdanówka | część wsi |

W latach 1975–1998 miejscowość administracyjnie należała do województwa chełmskiego. 
Wieś jest sołectwem w gminie Białopole. Według Narodowego Spisu Powszechnego z roku 2011 wieś liczyła 371 mieszkańców i była drugą co do liczby ludności miejscowością gminy.
Wieś jest siedzibą rzymskokatolickiej parafii Wniebowzięcia Najświętszej Maryi Panny.

## Obiekty sakralne
W Buśnie znajduje się kościół pw. Wniebowzięcia NMP, dawniej cerkiew greckokatolicka pw. Zaśnięcia NMP, z 1795 r. W 1875 r. został zamieniony na cerkiew prawosławną, na kościół rzymskokatolicki w 1919 r. Budynek zatracił już cechy architektury cerkiewnej, nie ma kopuły, a na froncie dobudowano dwie wieże.

## Historia
Buśno w dokumentach po raz pierwszy zostało wymienione w 1423 roku. Wieś tę nazywano również: „Bussien” (1563 r.), i „Busina” (1664 r.). Około 1423 r. biskup chełmski Jan Biskupiec przyłączył Buśnie Wielką i Małą do Parafii Rzymskokatolickiej w Kumowie. W XV w. poświadczone są parafie prawosławne poprzez wzmianki o cerkwiach lub parochach-popach. Z parafii prawosławnych wiejskich  powiatu chełmskiego przez całe stulecie tj. XVI wiek wzmiankowana jest cerkiew w Buśnie. Rejestr poborowy z 1531 r. podaje, że miejscowość należała do Parafii Rozesłania Świętych Apostołów w Chełmie . W 1783 r., za zgodą władz austriackich w Buśnie wybudowano dom, w którym znajdowało się zastępcze seminarium unickie diecezji chełmskiej (pozostało za kordonem granicznym).
Według Słownika geograficznego Królestwa Polskiego z roku 1880 Buśno, wieś w powiecie hrubieszowskim, gminie Białopole parafii rzymskokatolickiej Uchanie, wieś leży na wzgórzach nad dolina rzeki Wełnianki, wśród podmokłej niziny i lasów, o 9 wiorst na wschód północny od Uchania. Posiada kościół parafialny dla ludności rusińskiej. W 1827 r. było tu 51 domów  zamieszkałych przez 283 mieszkańców. W roku 1880  było 59 domów. Buśno stanowiło przedtem parafię w dekanacie. dubienieckim.

## Szlaki turystyczne
Szlak Tadeusza Kościuszki